# Oceanida
Oceanida is een geslacht van weekdieren uit de klasse van de Gastropoda (slakken).

## Soorten
- Oceanida abrejosensis (Bartsch, 1917)
- Oceanida confluens Bouchet & Warén, 1986
- Oceanida corallina (Hedley, 1912)
- Oceanida faberi De Jong & Coomans, 1988
- Oceanida graduata de Folin, 1871
- Oceanida hypolysina (Melvill, 1904)
- Oceanida inglei Lyons, 1978
- Oceanida lampra (Melvill, 1918)
- Oceanida mindoroensis (Adams & Reeve, 1850)
- Oceanida ovalis de Folin, 1884
- Oceanida pontilevensis (de Morgan, 1915) †
- Oceanida pumila (A. Adams, 1864)
- Oceanida tumerae (Laseron, 1955)
- Oceanida whitechurchi (Turton, 1932)